# Wounds
Wounds es una película de terror psicológico de 2019 escrita y dirigida por Babak Anvari, basada en la novela The Visible Filth de Nathan Ballingrud. Está protagonizada por Armie Hammer, Dakota Johnson, Zazie Beetz, Karl Glusman y Brad William Henke. Tuvo su premier mundial en el Festival de Cine de Sundance el 26 de enero de 2019. 

## Sinopsis
La historia sigue a un barman de Nueva Orleans cuya vida comienza a desmoronarse después de una serie de eventos perturbadores e inexplicables que comienzan a suceder cuando contesta un teléfono dejado en su bar. 

## Reparto
- Armie Hammer como Will.
- Dakota Johnson como Carrie.
- Zazie Beetz como Alicia.
- Karl Glusman como Jeffrey.
- Brad William Henke como Eric.
- Jim Klock como Patrick.
- Luke Hawx como Marvin.
- Kerry Cahill como Rosie.
- Terence Rosemore como Duane Cross.

## Producción
En febrero de 2018, se anunció que Armie Hammer se había unido a la película, con Babak Anvari escribiendo y dirigiéndola. Megan Ellison, Christopher Topp y Lucas Toh producirán la película a través de Annapurna Pictures, AZA Films, Two & Two Pictures, respectivamente.  En marzo de 2018, Dakota Johnson y Zazie Beetz se unieron al elenco de la película. En abril de 2018, Karl Glusman, Brad William Henke y Jim Klock se incorporaron al reparto.

### Rodaje
La fotografía principal comenzó el 4 de abril de 2018, en Nueva Orleans.

## Estreno
Tuvo su premier mundial en el Festival de Cine de Sundance el 26 de enero de 2019. La película sería estrenada el 29 de marzo de 2019, sin embargo fue atrasada a una fecha aún desconocida. Fue lanzada en los Estados Unidos el 18 de octubre de 2019 a través de Hulu y Netflix distribuyó el filme de manera internacional en todos los territorios fuera de Estados Unidos en esa misma fecha.

## Recepción
Wounds recibió críticas mixtas. Obtuvo una aprobación de 49 % en el sitio Rotten Tomatoes, basada en 57 opiniones, traduciéndose en una calificación de 5.17/10. El consenso crítico describió: «Wounds no es que no tenga el encanto escalofriante y aterrador, pero el esfuerzo (y el de su talentoso elenco) se diluye por una historia que no te llega completamente». En  Metacritic el filme obtuvo una puntuación de 51 sobre 100, basada en 12 opiniones.